# Wilfred White
Wilfred White (né le 30 mars 1904 à Nantwich, mort le 21 novembre 1995 à l'île de Man)  est un cavalier britannique de saut d'obstacles.

## Carrière
Wilfred White remporte la médaille d'or par équipe aux Jeux olympiques d'été de 1952 à Helsinki puis la médaille de bronze par équipe aux Jeux olympiques d'été de 1956 à Melbourne.